# Vlag van Koprivnica-Križevci

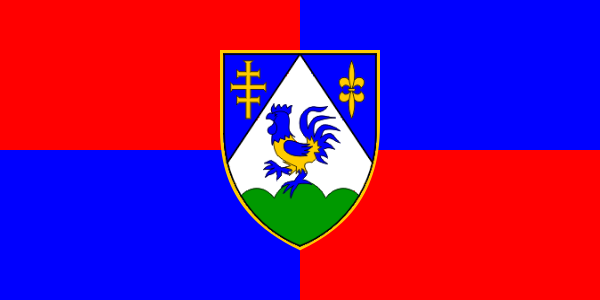
Vlag van Koprivnica-Križevci (ratio 1:2)

De vlag van Koprivnica-Križevci is gekwartileerd van rood en blauw met het wapen in het midden. De vlag, een ontwerp van Antonio Grgic, werd in 14 maart 1997 aangenomen. Het wapen bevat het driearmige (Pauselijke) kruis uit het wapen van de stad Križevci (Križ betekent kruis) en de dubbele lelie van het wapen van de stad Koprivnica, verwijzend aan de Hongaarse Anjou-dynastie tijdens welke Koprivnica stadsrechten kreeg. De haan is symbool voor de strijd tegen de Ottomanen. Ook verwijst de haan aan het beleg van Đurđevac. Volgens legende schoot men hanen over de muur, waardoor de Turken dachten dat er genoeg voedsel was en zich terugtrokken.